# Tricyclea diffusa
Tricyclea diffusa är en tvåvingeart som beskrevs av Malloch 1929. Tricyclea diffusa ingår i släktet Tricyclea och familjen spyflugor. Inga underarter finns listade i Catalogue of Life.